# José del Castillo Nicolau
José del Castillo Nicolau, kurz José del Castillo (geboren am 25. Dezember 1920 in Salamanca, Spanien; gestorben am 21. August 2002 in Luquillo, Puerto Rico) war ein spanischer Neurobio- und -physiologe.

## Leben
Del Castillo schloss 1945 sein Medizinstudium an der Universität Salamanca ab. Seine ersten wissenschaftlichen Arbeiten veröffentlichte er bereits 1941; beispielsweise über Wirkungen von Indolverbindungen auf die Darmaktivität oder die Neuroanatomie des Nervus axillaris. Er promovierte 1947 in Medizin an der Universität Complutense Madrid und 1948 in Physiologie an der Middlesex Hospital Medical School in London. In dieser Zeit untersuchte er die physiologischen Wirkungen der sogenannten Kriegsgase (Nervengifte aus synthetisierten Organophosphaten) und veröffentlichte die Ergebnisse 1947 in der Zeitschrift Nature.
Er studierte unter anderem von 1948 bis 1950 bei Sir Charles Lovatt Evans am University College London und bei Professor Alexander von Muralt an der Universität Bern. Dort erforschte er einzelne Nervenfasern und entdeckte die blockierende Wirkung von Metallionen auf die Nervenleitung, die Erkenntnisse wurden 1951 in der Zeitschrift Nature veröffentlicht. Als Lehrbeauftragter blieb er bis 1953 in der Abteilung für Physiologie und Biophysik und Lehrbeauftragter in der Schweiz. Anschließend war er mit Paul Fatt und Ricardo Miledi als wissenschaftlicher Mitarbeiter bei Professor Bernard Katz und Dozent in der Abteilung für Biophysik am University College tätig. Er war von 1950 bis 1956 an den Forschungen beteiligt, die den Mechanismus der synaptischen Transmission oder Synaptischen Vesikelfusion entschlüsselte und Professor Katz 1970 den Nobelpreis für Medizin einbrachte.
Als Gastprofessor für Physiologie wirkte er von 1956 bis 1957 an der State University of New York. Anschließend 1957 bis 1959 war er Vorsitzender der Klinischen Neurophysiologie am Nationalen Institut für neurologische Erkrankungen und Blindheit des National Institutes of Health. Schließlich wurde er als Associate Professor für Pharmakologie an die Universität von Puerto Rico (UPR) in San Juan berufen. Dort leitete er von 1960 bis 1967 die Abteilung für Pharmakologie und war von 1967 bis 1987 Direktor des Labors für Neurobiologie, das er ins Leben gerufen hatte, schließlich wurde er 1987 Distinguished Professor (Seniorprofessor) der School of Medicine der Universität Puerto Rico.

## Auszeichnungen
- 1961–1990: NIH Research Career Award des National Institutes of Health der Vereinigten Staaten (Auszeichnung für eine wissenschaftliche Laufbahn).
- 1987: Doktor der Medizin Honoris Causa der Universität der Karibik, Puerto Rico.
- 1984: Doktor Honoris Causa der Universität von Salamanca (1992 nachträglich anerkannt).[3]
- 1992: Premio Castilla y León de Investigación Científica y Técnica – spanischer Forschungspreis.[4]

## Werke (Auswahl)
Del Castillo veröffentlichte von 1941 bis 1997 mehr als 150 Schriften in Fachpublikationen.
- Contribución al estudio de la transmisión central de los reflejos. Hrsg.: Universität Complutense – Medizinische Fakultät. Madrid 1948, OCLC 1025030593 (Doktorarbeit).
- José del Castillo Nicolau: Contribución a la farmacología de la lobelina. In: Trabajos del Instituto Nacional de Ciencias Médicas. Band XII. Instituto de Medicina Experimental Real Academia Nacional de Medicina, Madrid 1948, OCLC 976355985, S. 387.

- Siete lecciones sobre metabolismo. Seu, Salamanca 1950, OCLC 645175244 (spanisch).
- The effect of calcium ions on the motor end-plate potentials. In: The Journal of Physiology. Band 116, Nr. 4, 28. April 1952, S. 507–515, PMID 14946716, PMC 1392217 (freier Volltext) – (mit Lawrence Stark).
- Quantal components of the end-plate potential. In: The Journal of Physiology. Band 124, Nr. 3, 1954, S. 560–573, PMID 13175199, PMC 1366292 (freier Volltext) – (mit Bernard Katz).
- Biophysical aspects of neuro-muscular transmission. In: Progress in Biophysics and Biophysical Chemistry. Band 6, 1956, ISSN 0096-4174, S. 121–170, PMID 13420190 (mit Bernard Katz).
- Membrane Currents in Clamped Vertebrate Nerve. In: Nature. Band 180, Nr. 4597, 7. Dezember 1957, S. 1290–1291, doi:10.1038/1801290a0 (nature.com – mit J. Y. Lettvin, W. S. McCulloch, W. Pitts).
- On increasing the velocity of a nerve impulse. In: The Journal of Physiology. Band 148, Nr. 3, 1959, S. 665–670, PMID 13815521, PMC 1363137 (freier Volltext) – (mit J. W. Moore).